# Thecocarcelia atricauda
Thecocarcelia atricauda là một loài ruồi trong họ Tachinidae.